# Banlieue
Banlieue [banljö]je francouzský termín znamenající předměstí nebo též okrajové sídliště velkého francouzského města.
Původně se termín banlieu využíval k označování všech předměstí či čtvrtí, které tak mohly být bohaté i chudé (např. města Versailles, Le Vésinet, Maisons-Laffitte a Neuilly-sur-Seine, kde žijí lidé z bohatších poměrů a města Clichy-sous-Bois, Bondy a Corbeil-Essonnes, kde žijí naopak chudší lidé z nižších tříd). Od 80. let 20. století jsou však termínem banlieues označovány již pouze sociálně vyloučené lokality Francie, v nichž žijí hlavně imigranti, nezaměstnaní a obecně pak sociálně slabí lidé.

## Historie
Historie těchto banlieus začíná v 50. letech 20. století, kdy začala francouzská vláda vystavovat na okrajích velkých měst domy a byty, které byly původně určené pro francouzskou střední třídu. Tento projekt financovala z Marshallova plánu. Roky 1945–1975 byly ve Francii nicméně obdobím velkého ekonomického růstu (tzv. „Třicet nádherných roků“) a vláda proto podporovala imigraci pracovní síly ze svých bývalých kolonií. K této pracovní síle přibyli rovněž Alžířané, kteří bojovali za Francii v Alžírské válce a následně dostali francouzské občanství. Všichni tito migranti byli postupně přemísťováni právě do bytů na okrajích měst. Francouzská střední třída, která tam doposud bydlela a kvůli níž se tyto byty původně vystavěly, se začala stěhovat jinam, a to jednak kvůli dalšímu zlepšení své životní úrovně a později také kvůli migrantům. Po roce 1975 se francouzská ekonomika dostala do útlumu, v důsledku čehož začala růst nezaměstnanost, kterou byli postižení nejvíce právě lidé na předměstí. Právě v těchto místech začaly vznikat segregované lokality, kde žili nezaměstnaní, chudí a národnostně odlišní lidé.

## Charakteristika
Různé banlieues se liší svojí velikostí, ale v průměru mají okolo 10 000 obyvatel. Co se týče sociální kompozice jejich obyvatel, můžeme ve francouzských předměstích najít velmi odlišné etnické, národnostní i třídní skupiny. Žijí zde „bílí“ Francouzi i arabští přistěhovalci; vedle lidí žijících v chudobě i určité procento lidí ze střední třídy. Chudoba je zapříčiněna hlavně vysokou mírou nezaměstnanosti, která se zde pohybuje okolo 50 %. Díky určité míře sociální mobility se lidé nicméně stále mohou propracovat na lepší životní úroveň. K tomu přispívá i francouzský sociální stát, který se snaží s těmito oblastmi pracovat. Již od 80. let 20. století investuje kupříkladu do zlepšení infrastruktury v těchto oblastech, do renovace bytů a také usiluje o sociální integraci jejich obyvatel. Banlieues mají podobné rysy jako americká ghetta, v mnohém se však odlišují. V USA jsou ghetta až 10krát větší, jsou daleko více etnicky homogenní, existuje zde až 80% míra nezaměstnanosti a mnohem větší míra kriminality. To je způsobeno mimo jiné také tím, že americký stát nezasahuje do těchto sociálně vyloučených lokalit. Na rozdíl od francouzského státu neinvestuje do infrastruktury a do renovace bytů a omezuje sociální služby.

## Násilí a zločin
Po roce 1980 začala ve Francii narůstat míra drobné kriminality. Mnoho lidí to považovalo za výsledek nepovedené integrace některých etnických menšin žijících v příměstských čtvrtích. Banlieues tak dostaly nálepku nebezpečných čtvrtí, dětem z banlieues se přičítá výrazný podíl na rostoucí kriminalitě ve Francii. Z toho těžily především nacionalistické a krajně pravicové politické frakce, vedené Jean-Marie Le Penem, které získávaly voličské sympatie tím, že prosazovaly daleko tvrdší podmínky pro imigraci.

### Nepokoje v roce 1981
V létě roku 1981 se ve Francii začala krást a pálit auta. Veřejnost si situaci zjednodušila tím, že si žháře shrnula pojmem „Banlieustardi“ (spojení slov Banlieue a bastard). V červenci roku 1981 vandalové zničili přes 250 aut. Krátce na to začali původní Francouzi demonstrovat, aby zviditelnili problém imigrantů. To však problém pouze prohlubovalo. Imigranti se o to více sjednotili dohromady, jelikož se vůči nim většinová populace vymezuje a dává jim za vinu jak ekonomické, tak politické problémy Francie.

### Nepokoje v roce 2005
V roce 2005 se v jednom pařížském Banlieue odehrála roztržka mezi stovkami mladých lidí a policií. Roznětkou, která odstartovala 17denní nepokoje v ulicích čtvrti Clichy-sous Bois, byla smrt dvou chlapců, kteří zemřeli během svého útěku před policií.

## Filmové adaptace
O problematice banlieus pojednává i mnoho francouzských filmů. Některé jsou serióznější či jsou přímo dokumentárního rázu, nicméně převažují komerční snímky. Mezi známější snímky tohoto typu patří například akční film Banlieu 13 (Okrsek 13), který ukazuje, že centrum města je skutečně více než jen metaforicky oddělené od okrsků, které do města ještě spadají (betonové zátarasy a ozbrojené hlídky). Samotný okrsek je znázorňován jako špinavé předměstí, kde platí zákony ulice a kde vládnou gangy a mafie. Drogy, zbraně a prostituce jsou každodenní rutinou. Film má dva díly, vydané v letech 2004 a 2009.
Dalším filmem je Girlhood (Holčičí parta) režírovaný Céline Sciammou. Film pojednává o černé dívce z předměstí sužovaném gangy a dealery drog, která se snaží dosáhnout důstojnějšího života, než je ten řízený muži v banlieu.